# Universal Automatic Calculator
Der Universal Automatic Computer oder UNIVAC ist ein Computer aus dem Jahr 1951, der von J. Presper Eckert und John W. Mauchly (beide aus der ENIAC-Gruppe) konstruiert und schließlich als erster in Serie hergestellter Computer entwickelt wurde. Er war damals mit einer Million Dollar für normale Bürger aber wohl kaum zu bezahlen. Der UNIVAC nutzte erstmals als externen Speicher ein Magnetband. Der Ausdruck UNIVAC wurde 1951 stellvertretend für Computer verwendet. Bis heute wird die UNIVAC-Serie weiterentwickelt und betreut.

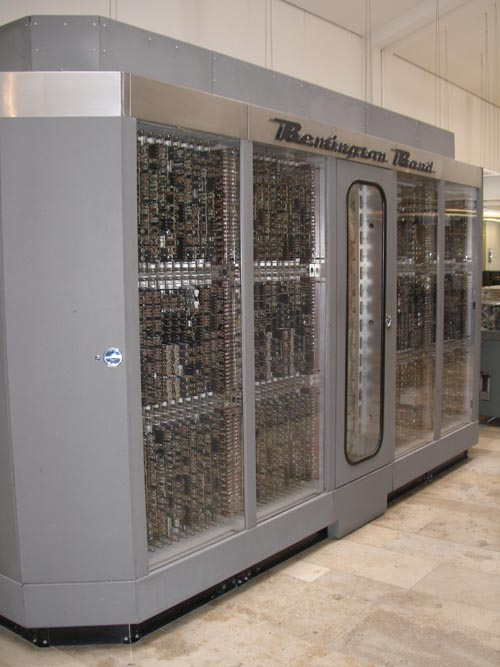
Univac I Factronic im Deutschen Museum in München

## Allgemeines
Nach dem Zweiten Weltkrieg waren nur wenige Menschen der Ansicht, dass Computer eine Zukunft haben würden. Die 1946 von J. Presper Eckert und John W. Mauchly gegründete Eckert-Mauchly Computer Corporation (EMCC) war eine der wenigen Firmen, welche überzeugt war, dass elektronische Rechenanlagen universell eingesetzt werden können, also nicht nur für spezifische Berechnungen von komplexen mathematischen Problemen, sondern dass diese ‚universellen‘ Rechenmaschinen auch in der Wirtschaft einen Verwendungszweck finden werden.
Die Eckert-Mauchly Computer Corporation arbeitete am BINAC, einer kleineren Version des ENIAC, welche für die Northrop Corporation gebaut wurde. 1948 bekam EMCC den Auftrag, einen Rechner für das US Census Bureau zu bauen, der für die Volkszählung 1950 bereit sein sollte. Wegen finanzieller Schwierigkeiten konnte der Termin nicht gehalten werden, und die Eckert-Mauchly Computer Corporation wurde am 15. Februar 1950 von Remington Rand übernommen. Die EMCC wurde als Geschäftseinheit UNIVAC in die Remington Rand Organisation eingebunden.
Als 1951 die UNIVAC I dem US Census Bureau übergeben wurde, läutete sie die Ära kommerzieller elektronischer Rechenanlagen ein, und für einige Jahre wurde die Bezeichnung UNIVAC stellvertretend für alle Computer benutzt. Die UNIVAC war nach der Zuse Z4 der zweite kommerziell gebaute Computer weltweit. 1956 wurde die erste UNIVAC in Europa in Kooperation mit dem Battelle-Institut in Frankfurt am Main installiert und für Rechendienstleistungen angeboten, bis sie 1960 stillgelegt wurde.
Berühmt wurde der UNIVAC nach der Präsidentschaftswahlnacht im Jahr 1952. Mit ihm wurde eine Hochrechnung erstellt, basierend auf 7 % der ausgezählten Stimmen. Als Ergebnis sagte er um 9 Uhr abends einen Erdrutschsieg für Eisenhower voraus, im Widerspruch zu konventionell ermittelten Prognosen eines Kopf-an-Kopf-Rennens. Die Auftraggeber trauten der UNIVAC-Prognose nicht und beschlossen, sie nicht zu veröffentlichen. Später stellte sich heraus, dass sie recht genau war: Die vorausgesagte Wahlmännerverteilung von 438 für Eisenhower und 93 für Stevenson kam nah an die tatsächliche Verteilung von 442:89 heran. Dieses Ergebnis machte den UNIVAC weltweit bekannt.
1955 fusionierte Remington Rand mit der Sperry Corporation zu Sperry Rand. Die Geschäftseinheit Univac blieb unverändert bei Sperry Rand bestehen. Alle ausgelieferten Rechner wurden weiterhin als UNIVAC bezeichnet. Erst im Jahre 1982 wurde der Name UNIVAC durch die Bezeichnung Sperry abgelöst. 1986 fusionierte Sperry mit der Burroughs Corporation zu Unisys. Ab diesem Zeitpunkt wurde die Rechnerserie in Unisys umbenannt.
Über all die Jahre wurde die Rechnerarchitektur weiterentwickelt. Angefangen bei Vakuumröhren über Transistoren bis zu CMOS wurde die für UNIVACs spezifische Prozessorarchitektur beibehalten, auch die ab der UNIVAC-1100/2200- und OS2200-Serie gebräuchliche Eigenschaft, dass 1 Zeichen = 9 Bits = 1 Byte ist.

## Modelle

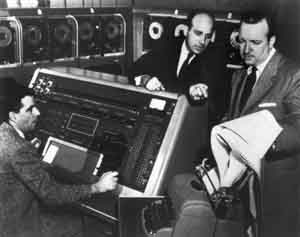
UNIVAC I (1951/52)

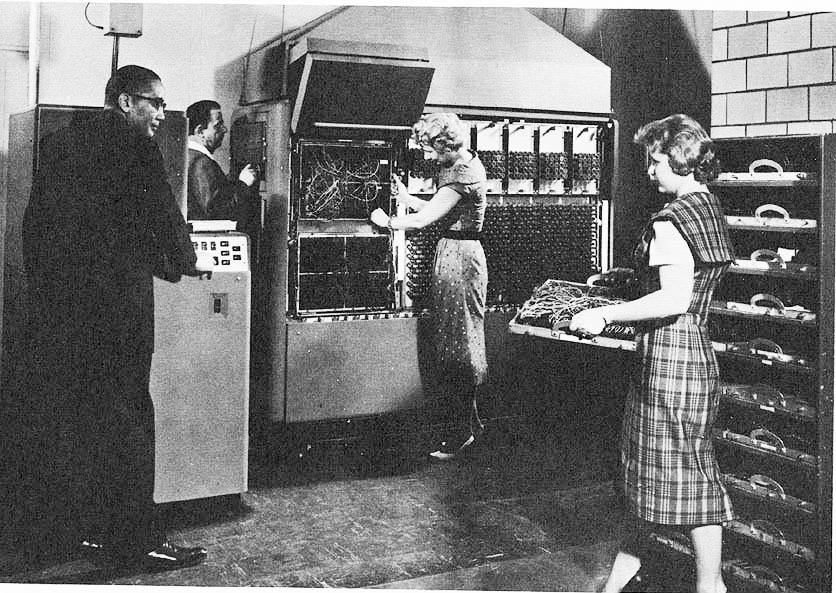
UNIVAC 120 (Foto vom Department of Interior, Bureau of Mines, 1961)

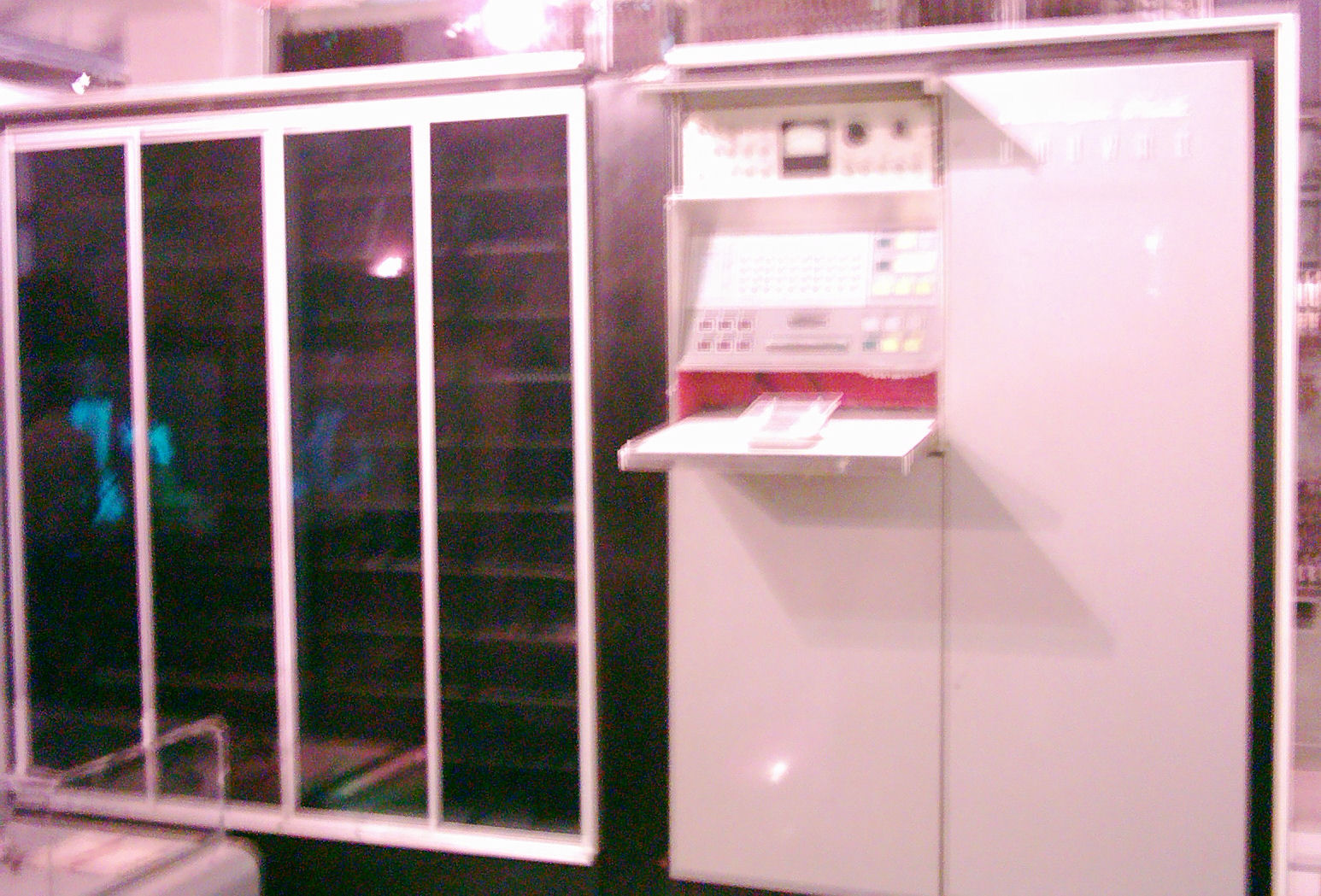
Univac Solid State (im Technischen Museum Wien)

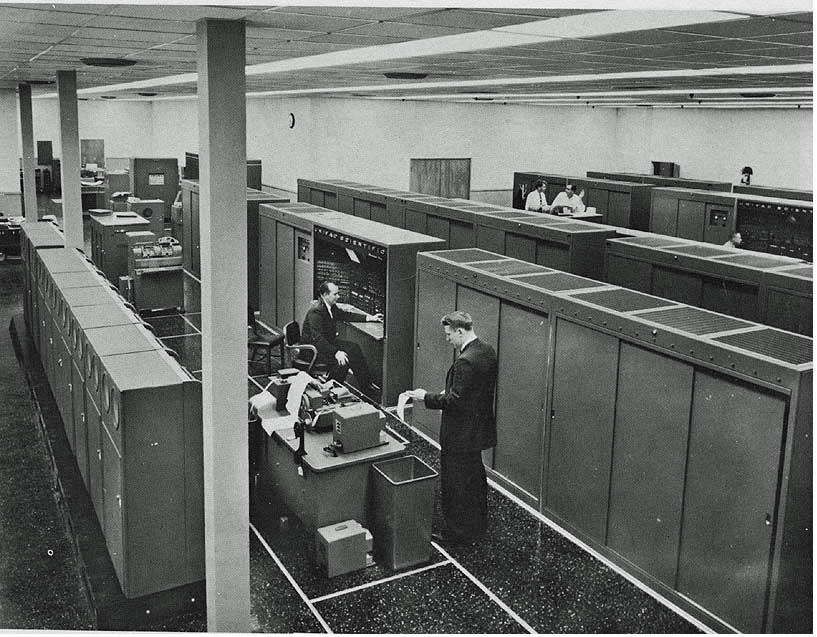
UNIVAC 1103 (1961)

- Die UNIVAC I (UNIVersal Automatic Computer I) war der erste kommerziell hergestellte Computer in den USA. Grace Hopper und Betty Holberton waren maßgeblich an der UNIVAC I beteiligt. FLOW-MATIC wurde für die UNIVAC I entworfen wie auch die Netzplanmethode Methode des kritischen Pfades, heute in jeder Planungssoftware unerlässlich.
- Die Remington Rand 409 wurde 1949 entworfen. Sie war eine der ersten Lochkartenmaschinen, welche Röhren zur Speicherung von Zwischenresultaten verwendeten. Gebaut wurde die Maschine unter den Namen UNIVAC 60 (1952) und UNIVAC 120 (1953).
- Die UNIVAC II war eine Weiterentwicklung der UNIVAC I, welche 1958 erstmals ausgeliefert wurde. Ausgebaut wurde vor allem der Hauptspeicher, der nicht mehr auf Quecksilberrelais, sondern auf Magnetkernspeicher beruhte, auf 2.000 bis 10.000 Maschinenworte, UNISERVO II Magnetbänder, welche entweder die alten UNIVAC-I-Magnetbänder oder die neuen auf Mylar basierenden Bänder benutzen konnten. Einige Schaltkreise wurden auf der Basis von Transistoren implementiert (die UNIVAC II war immer noch röhrenbasiert). Die UNIVAC II war vollständig kompatibel zur UNIVAC I, dies sowohl in Bezug auf die Programminstruktionen als auch die Datenstrukturen.
- Die UNIVAC III wurde im Jahre 1962 ausgeliefert. Es wurden 96 Stück des UNIVAC-III-Systems produziert.

- Die ERA 1101, auch UNIVAC 1101 genannt, wurde von Engineering Research Associates (ERA) entworfen und von der Remington Rand Corporation 1950 gebaut. 1101 ist die binäre Darstellung der Zahl 13, der Auftragsnummer im laufenden Entwicklungsauftrag der US Navy. Dies ist die Basis für Bezeichnungen aller Rechner der Serien 1100 und 2200.
- Die ERA 1102, auch UNIVAC 1102 genannt, wurde von Engineering Research Associates (ERA) entworfen und für die Luftwaffe der Vereinigten Staaten gebaut.
- Die ERA 1103, auch UNIVAC 1103 genannt, war ein Nachfolger der UNIVAC 1101 und wurde 1953 eingeführt. Auch diese Maschine wurde von der Engineering Research Associates (ERA) entworfen, unter anderem wurde die UNIVAC 1103 von Seymour Cray konzipiert. Eine verbesserte Version, die UNIVAC 1103A, wurde 1956 gebaut und war die direkte Konkurrenz zur IBM 704.
- Die UNIVAC 1104 war ein Vorläufer der UNIVAC-NDTS Systeme und wurde 1957 gebaut, später ersetzt durch die AN/USQ-20.
- Die UNIVAC LARC (Livermore Advanced Research Computer) war ein erster Versuch, 1960 einen Supercomputer zu bauen. Die LARC besaß zwei CPUs. Insgesamt wurden zwei Maschinen gebaut, eine für die US Navy und eine für Lawrence Livermore National Laboratory. 1960 gehörte die LARC mit 500 kFLOPS zu den schnellsten Maschinen dieser Zeit.
- Das UNIVAC-NTDS, auch UNIVAC-1206 oder AN/USQ-17 oder AN/USQ-20 genannt, war ein Computersystem, welches ab 1960 auf Kriegsschiffen der US Navy eingesetzt wurde.
- Die UNIVAC BOGART wurde 1956–1959 als Nachfolger der UNIVAC 1103 für den Geheimdienst NSA gebaut, der die Maschine zur Kryptoanalyse einsetzte.
- Die UNIVAC Athena war ein Kontrollsystemen für Raketen und wurde 1955 für das amerikanische Militär gebaut.
- Die UNIVAC 490 war ein 30-Bit-Computer mit Maschinenwörtern von 16 K oder 32 K und wurde 1961 gebaut. Der Maschinentakt betrug 4,8 Mikrosekunden.
- Die UNIVAC 492 ist ähnlich wie die UNIVAC 490, im Unterschied zu dieser besaß sie extended memory bis zu 64 K 30-Bit Maschinenwörter.
- Die UNIVAC 494 war auch ein 30-Bit-Maschinenwort-System, welches als Nachfolger der UNIVAC 490/492 auf den Markt gebracht wurde. Die UNIVAC 494 besaß einen schnelleren Prozessor und 131 K Hauptspeicher. Bis zu 24 Ein- und Ausgabekanäle waren verfügbar, und das System wurde meistens mit UNIVAC FH880 oder UNIVAC FH432 Magnettrommelspeicher ausgeliefert. Das Betriebssystem wurde OMEGA genannt, ein Nachfolger zu dem REX Betriebssystem der UNIVAC 490.
- Die UNIVAC 1004 war ein auf Lochkarten basierendes System und wurde im Jahre 1962 vertrieben. Der Speicher betrug 961 “characters” à 6 bits. Dazu wurde ein Lochkartenleser, der 400 Karten pro Minute lesen konnte, ein Kartenlocher (200 pro Minute) sowie ein Trommeldrucker (400 Zeilen pro Minute) mitgeliefert.
- Die UNIVAC 418 war ein erster Versuch, einen “Desktop”-Computer zu entwickeln. Der Computer war gerade klein genug, um auf einen Bürotisch zu passen. Da die Maschine vor allem im militärischen Bereich eingesetzt wurde, wurde nur eine einzige Maschine 1964 in Europa gesichtet.
- Bei der UNIVAC 1005 handelte es sich um eine Erweiterung der UNIVAC 1004, die im Februar 1966 vorgestellt wurde. Sie wurde vor allem im militärischen Bereich für logistische Aufgaben zur Steuerung des Nachschubs in Vietnam eingesetzt.[2]

UNIVAC Systeme von Sperry Rand / Sperry Univac basierend auf Transistoren. Noch heute werden diese Prozessoren durch die Unisys Clearpath Modelle unterstützt.
- Die UNIVAC 1107 war das erste Modell der UNIVAC-1100-Serie, welche 1962 auf dem Markt erschienen ist. Diese Serie führte einen markanten Unterschied in der Rechnerarchitektur ein. Im Gegensatz zu den Vorgängern wurden keine Registerspeicher-Instruktionen mehr verwendet, sondern auf eine Akkumulator-Architektur umgestellt. 36 Stück wurden insgesamt verkauft. Auf der UNIVAC 1107 wurde 1960 von Ole-Johan Dahl und Kristen Nygaard am Norwegian Computer Center (Universität Oslo) die Programmiersprache Simula entwickelt. Der erste Prototyp des Compilers lief 1964.
- Die UNIVAC 1108 war die zweite Produktlinie in der Serie der UNIVAC 1100 Rechner, welche 1964 vorgestellt wurde. Im Gegensatz zur UNIVAC 1107 wurde bei der UNIVAC 1108 der magnetische Speicher auf Basis Thin Film Memory durch integrierte Schaltkreise ersetzt. Zudem wurden kleinere und schnellere Schaltkreise für den Hauptspeicher eingesetzt. Für die Univac 1108 wurde das Betriebssystem Exec 8 geschaffen, auf das alle späteren Betriebssysteme der Baureihe 11xx (und später 22xx) zurückgehen, und dann OS/1100 bzw. OS/2200 genannt wurden.
- Die UNIVAC 1106 war die dritte Produktlinie, welche 1969 vorgestellt wurde. Die UNIVAC 1106 war vollständig kompatibel zum Befehlssatz der UNIVAC 1108. Es wurden insgesamt 338 Prozessoren ausgeliefert.
- Die UNIVAC 1110 wurde als vierte Produktlinie 1972 vorgestellt. Die UNIVAC 1110 verfügte über erweiterte Multiprozessorfähigkeiten. Im Gegensatz zu der UNIVAC 1108 / 1106, die nur zwei Prozessoren unterstützte, konnte die UNIVAC 1110 bis zu 24 Prozessoren ansteuern. Eine Maschine mit 24 Prozessoren wurde von der NASA eingesetzt. Insgesamt wurden 290 Prozessoren verkauft.

1975 wurde das Speichersystem ausgetauscht und eine neue Namenskonvention eingeführt, wobei die letzten Zahlen der maximalen Anzahl Prozessoren oder CAU (Command Arithmetic Unit), respektive CPU, entsprach.
- Die UNIVAC 1100/10 entsprach einer verbesserten Version der UNIVAC 1106, also 10 CPUs.
- Die UNIVAC 1100/20 entsprach einer verbesserten Version der UNIVAC 1108
- Die UNIVAC 1100/40 entsprach einer verbesserten Version der UNIVAC 1110
- Die UNIVAC 1100/60 wurde 1979 vorgestellt.
- Die UNIVAC 1100/70 wurde 1981 vorgestellt.
- Die UNIVAC 1100/80 wurde 1979 vorgestellt.
- Die UNIVAC 1100/90 wurde 1982 vorgestellt. Das System wurde mit Flüssigkeit gekühlt.

1982 wurde die Bezeichnung UNIVAC fallen gelassen und die Rechner wurden mit Sperry bezeichnet.
- Die Sperry 2200-Serie wurde von 1982 bis 1985 produziert.

Nach der Fusion 1986 von Sperry und Burroughs Corporation zu Unisys wurden die Rechner mit der Bezeichnung Unisys 2200 später mit der Marke Unisys Clearpath betitelt.
- Die Unisys 2200-Serie wurde bis 1997 weitergeführt.
- Die Unisys Clearpath-Serie wird bis heute weitergeführt.

## Zeitliche Betrachtung
Folgende Grafik gibt Auskunft über die zeitliche Entstehungsgeschichte der Univac Rechner.

## Das Unternehmen
UNIVAC als Unternehmen entstand durch die Zusammenlegung verschiedener Bereiche von Remington Rand, nämlich dem Bereich Tabelliermaschinen, dem Bereich für wissenschaftlich genutzte Computer und dem Bereich der kommerziell genutzten Computer (dieser stellte die UNIVAC her). Remington Rand wurde 1955 mit der Sperry vereint und wurde Sperry Rand. Der Geschäftsbereich Computer wurde in Sperry UNIVAC umbenannt. 1978 verschwand der Begriff UNIVAC aus dem Firmennamen, das Unternehmen hieß nur noch Sperry. 
Sperry wurde 1986 mit Burroughs verschmolzen und erhielt nach einem firmeninternen Wettbewerb zur Namenssuche den Namen Unisys.
UNIVAC gehörte in den 1960er Jahren neben IBM, Burroughs, Scientific Data, Control Data Corporation, General Electric, RCA und Honeywell zu den acht großen Computerfirmen.